# Tony Criswell
Anthony Wayne Criswell, detto Tony (Oklahoma City, 16 gennaio 1991), è un cestista ed ex giocatore di football americano statunitense.

## Carriera
Dopo le esperienze universitarie approda in Germania per giocare con Heidelberg. 
Tornato in Nord America disputa due stagioni nel campionato canadese prima di passare temporaneamente al Football americano venendo firmato dai canadesi Saskatchewan Roughriders.
Al termine di questa esperienza riprende la sua carriera cestistica in Sud America giocando tra Argentina, Uruguay, Messico, Venezuela e Repubblica Dominicana. Nel settembre 2021 torna in Europa firmando un accordo annuale con i Lugano Tigers.

## Palmarès

### Pallacanestro
- NBL Canada: 1

London Lightning: 2016-17
- Campionato dominicano: 1

Leones de Santo Domingo: 2022